# 로렌 영

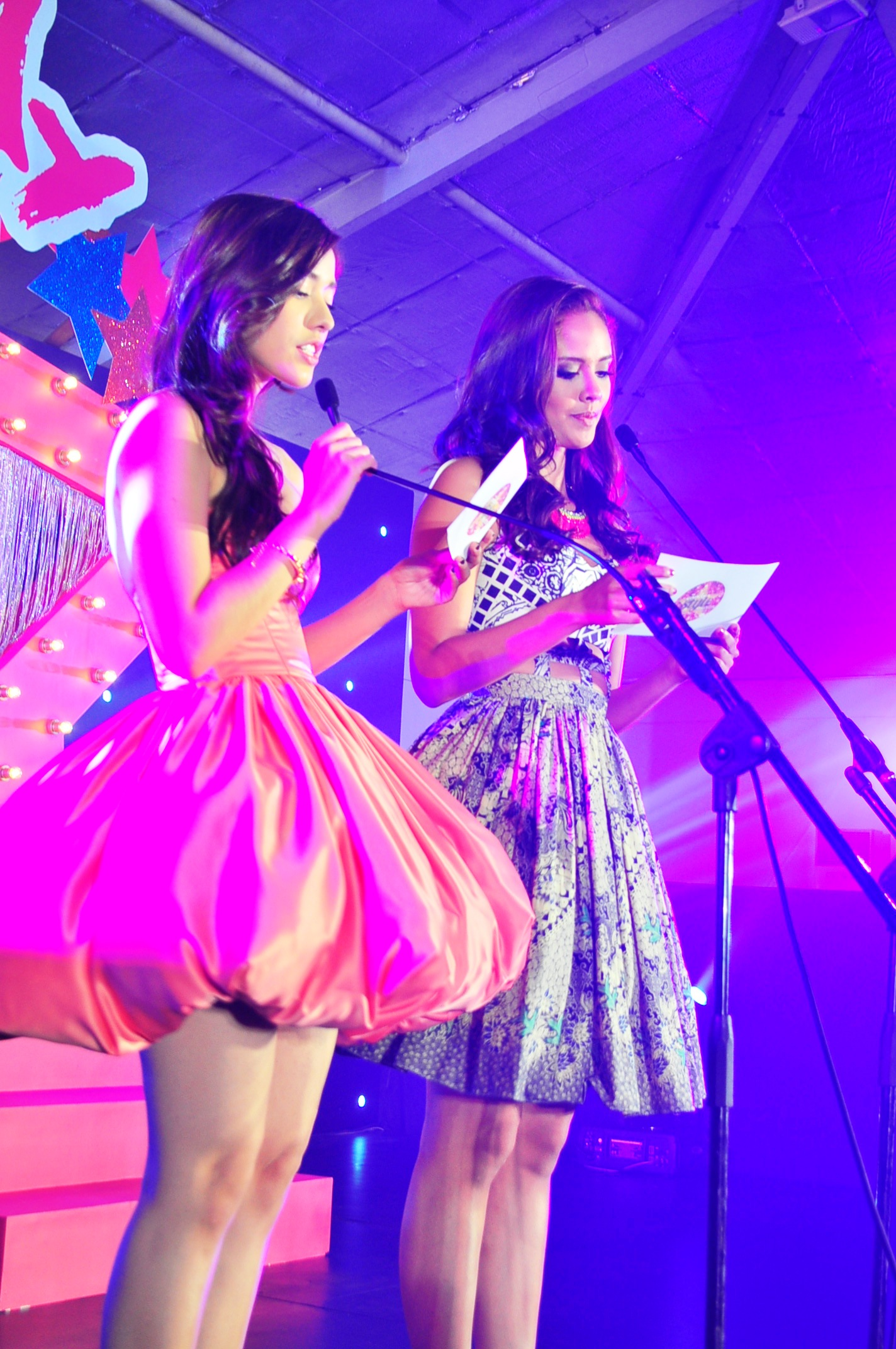

로렌 영(Lauren Young, 1993년 11월 8일 ~ )은 미국의 배우, 모델, 영화배우이다.
로렌 영은 알렉산드리아에서 태어났다.

## 영화
- 푸티 (2013년)
- 비수비어스 (2012년)
- 캐트닙 (2012년)
- 래밍턴 앤 더 커즈 오브 더 좀바딩스 (2011년) - 한나 역